# Evarcha falcata xinglongensis
Evarcha falcata xinglongensis is een spinnenondersoort in de taxonomische indeling van de springspinnen (Salticidae).
Het dier behoort tot het geslacht Evarcha. De wetenschappelijke naam van de soort werd voor het eerst geldig gepubliceerd in 1996 door Yang & Guo Tang.